# 伪壮穴属
伪壮穴属（学名：Pseudofellodistomum），是壮穴科下的一个属。

## 下属物种
- 斜睾伪壮穴吸虫 Pseudofellodistomum plagiorchis Wang, 1987